# René Maheu
René Gabriel Eugène Maheu, né le 28 mars 1905 à Saint-Gaudens et mort le 19 décembre 1975 à Paris 16e, est un professeur de philosophie et haut fonctionnaire français, qui fut l'ami de Jean-Paul Sartre et de Simone de Beauvoir.

## Biographie
Normalien (promotion L1925), direction de l'Office d'Informations (chargé de la propagande) à Londres entre 1936 et 1939, il enseigna pendant deux ans au Maroc (1940-1942) et occupa un poste de direction au sein de l’agence France-Afrique à Alger avant d’entrer au cabinet du Résident général à Rabat.
Il fut le 6e directeur général de l'UNESCO entre 1961 et 1974. Il est à l'origine de la création du Comité français pour la sauvegarde de Venise.
Le château du Verger, à Bourganeuf (département de la Creuse), fut l'un de ses lieux de vacances[réf. nécessaire].

## Dans la culture populaire
Il apparaît sous le nom de « André Herbaud » dans les Mémoires d'une jeune fille rangée de Simone de Beauvoir. C'est lui qui donne à cette dernière le surnom de « Castor ».

## Distinctions
Il a obtenu une multitude de Doctorat honoris causa :
- Université d'Alger (Algérie, 13 novembre 1963)[3]
- Université de Lagos (Nigéria, 1968)[4]
- Université de Bucarest (Roumanie, 1966)[5]
- Université Laval (Canada, 1er juin 1973)[6],[7]
- Université Cheikh-Anta-Diop (Sénégal, 1970)[8]

## Publications
- « L'instauration d'un nouvel ordre économique mondial », in Le Courrier de l'UNESCO, novembre 1974, p. 21-24.